# Campament celta de Bure
El Campament celta de Bure, que es troba a Lorena, a l'estat francés, és un dels llocs fortificats que voregen la vall de l'Alta Meurthe. L'altiplà, hui sota coberta forestal, és compartit entre la comuna de Saint-Dié-des-Vosges i la d'Hurbache, a l'extrem occidental de la muntanya d'Ormont. Aquest jaciment, conegut per 23 anys de recerca arqueològica des del 1964 fins al 1986, s'ha classificat com a Monument històric des del 1982. El perímetre dels vessants i dels llocs anomenats Tête du Villé i Rein de Champ Cote, està inscrit com a Monument històric des del 1993. Aquest hàbitat de contrafort barrat, fortificat a l'est, se situa damunt un promontori rocós de gres que domina la vall de Meurthe més de 200 m. És un jaciment intensament ocupat als segles II i I abans de la nostra era, i més precisament al final de la segona edat del ferro (cultura de la Tène) i de la independència gal·la, així com durant quasi tot el període romà, del segle II al IV. L'ocupació del jaciment es remunta almenys al Neolític final, com ho demostren els artefactes de pedra tallats en sílex, com ara cisells, rascadors, fulles, puntes de sageta i fins i tot destrals polides fetes amb altres materials. Alguns fragments de ceràmica vidriada verda daten de l'edat mitjana. Aquest mobiliari arqueològic es troba al Museu Pierre-Noël de Saint-Dié-des-Vosges, a més d'una maqueta de tot el jaciment.

## Toponímia

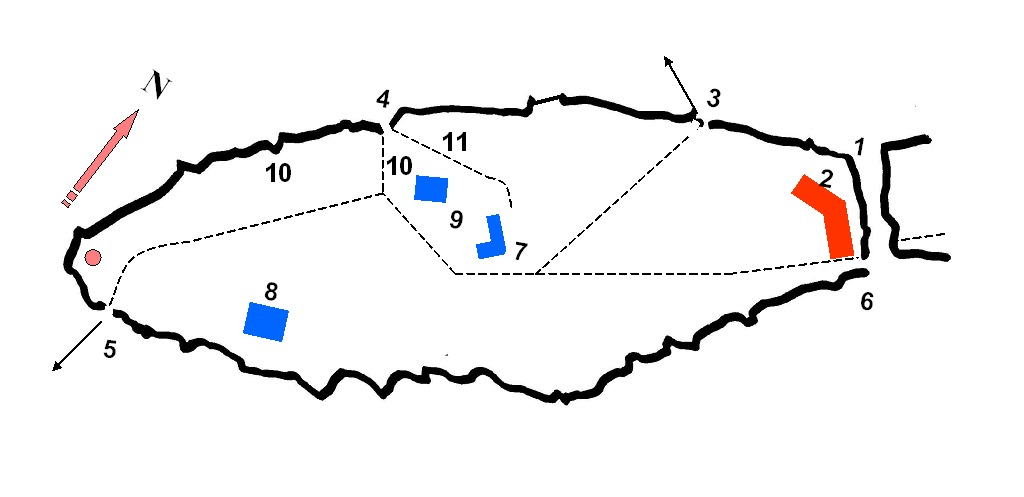
Mapa del jaciment

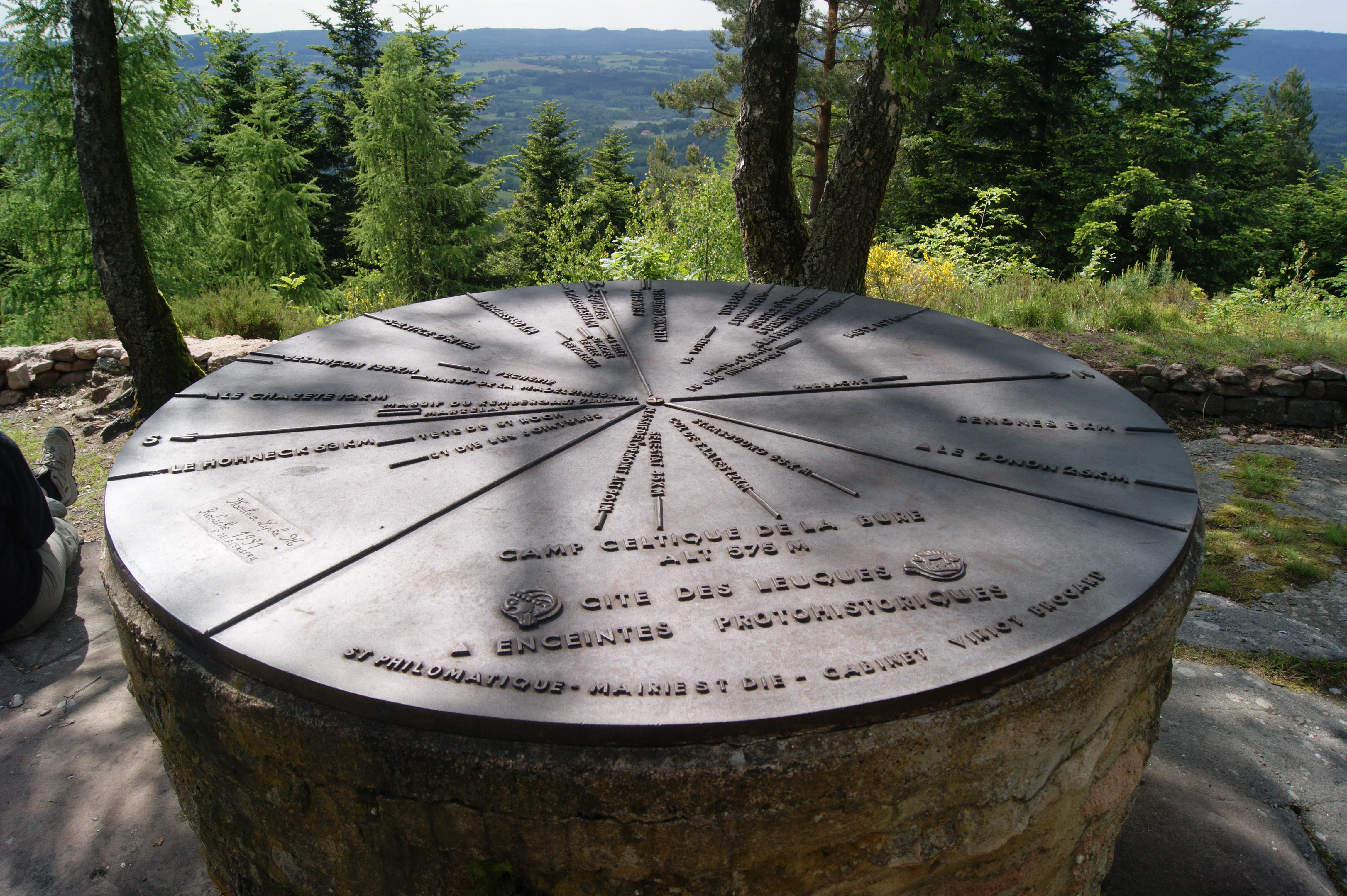
Taula d'orientació a l'extrem oest

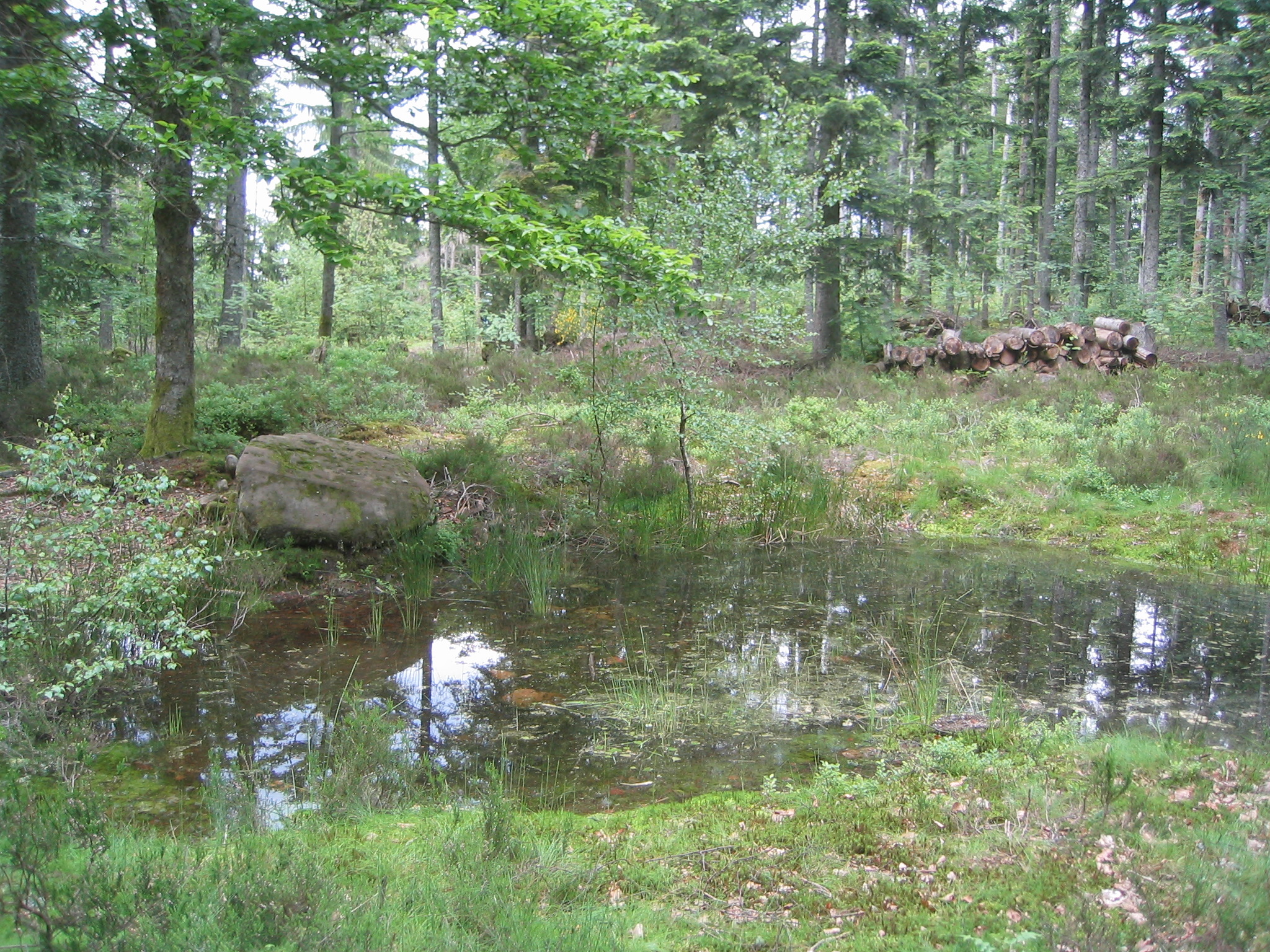
Bassa de Taranis-Júpiter

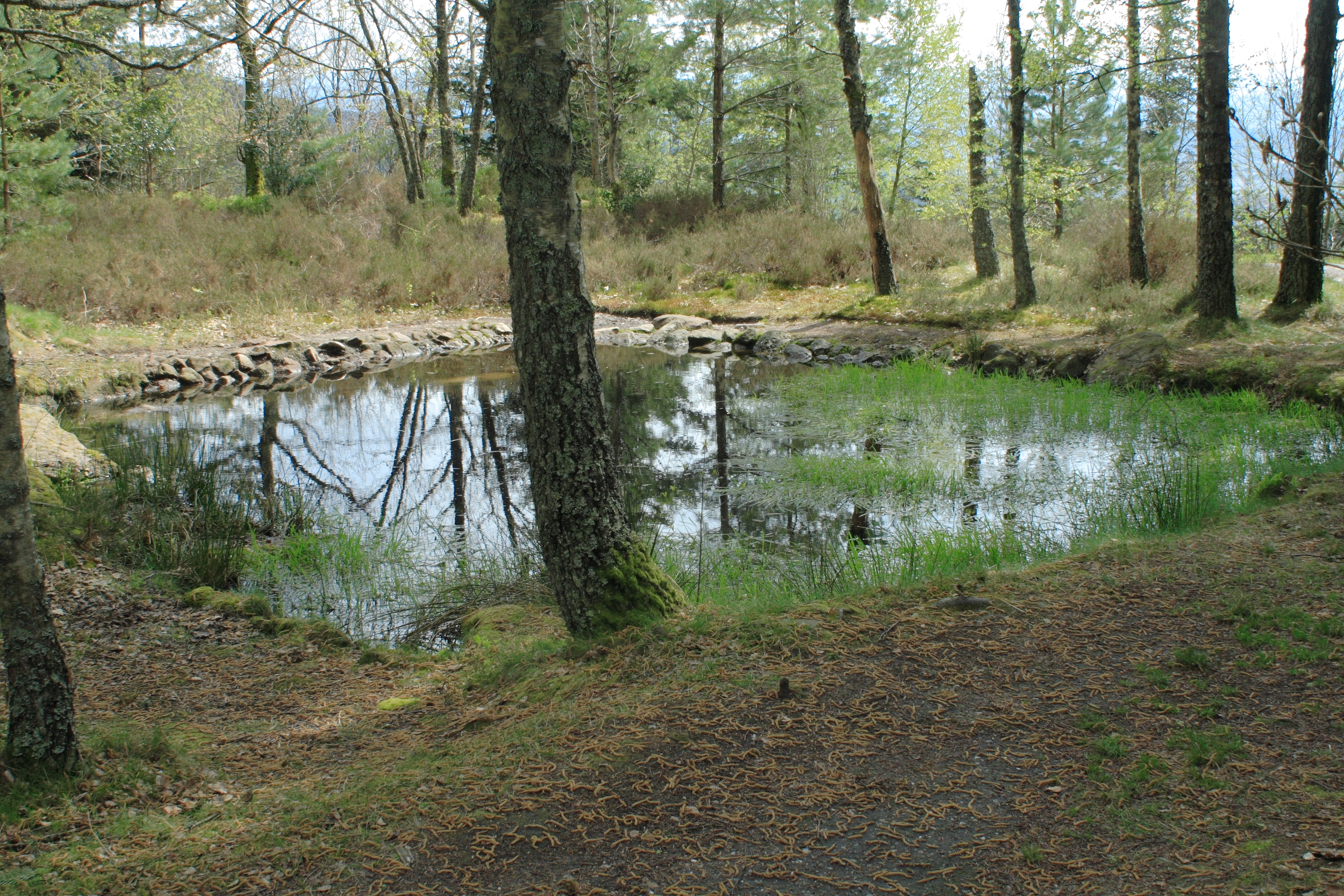
Bassa de les Dees mares-Diana

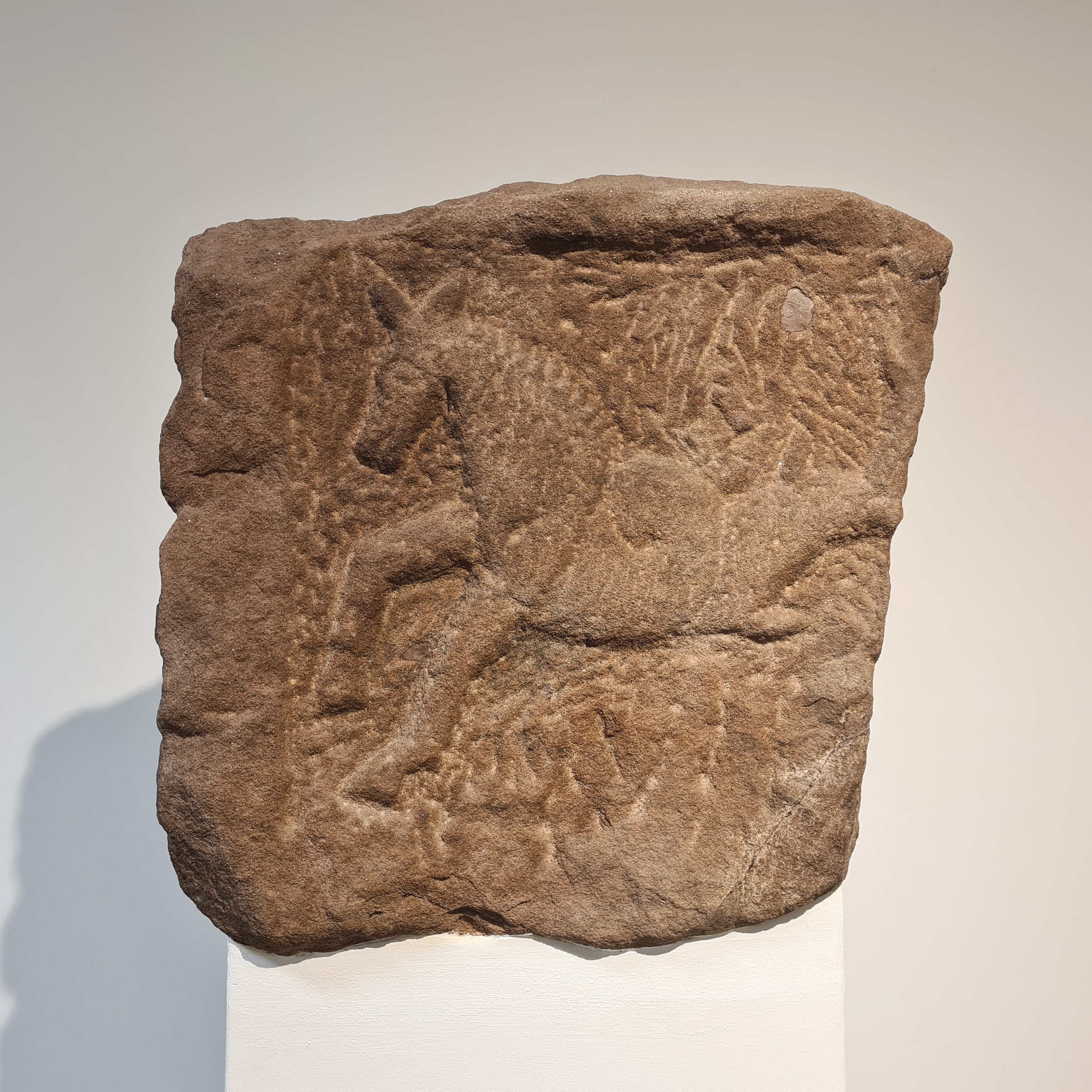
Cavall sobre una estela de gres rosa de Bure, datada de principis del segle III ae. Museu Pierre-Noël de Saint-Dié-des-Vosges

El Campament celta de Bure tenia diferents noms segons l'època i els autors: camp dels suecs, camp dels sarraïns, castell dels sarraïns, campament dels romans, campament dels gals, recinte prehistòric, i murals. La paraula bure té diferents significats. El primer és un teixit de llana encreuada, amb els fils llargs, generalment vermells. El segon significat s'atribueix al treball de la mina, ja que es tracta de pous que baixen de la superfície a dins d'una mina o a la part superior d'un forn de farga. Un altre significat, proper a l'anterior, són pous que connecten verticalment galeries de mines que no s'obrin a la llum. Abans hi havia incendis a Lorena. Aquest treball de recerca ens pot proporcionar pistes sobre el nom actual del jaciment, ja que podem observar la presència de mines arreu de l'altiplà de Bure i tallers de ferreria al jaciment.

## Accés
Unes rutes de senderisme permeten accedir a aquest jaciment, que es troba a uns 8 km al nord-oest de Saint-Dié-des-Vosges.

## Situació
A l'extrem oest hi ha una taula d'orientació, instal·lada l'any 1992, que presenta vistes en gairebé 360°. Des de Bure, el lloc d'alçada del Pierre d'Appel i Varrinchâtel fins a Étival-Clairefontaine, l'Haute Pierre sobre Moyenmoutier, els Jumeaux que podrien ser inclosos a la llista de llocs d'alçada del sector segons la memòria popular, i les antigues pedreres de Fossottes a La Salle, al fons de la vall, són visibles. El Campament celta de Bure domina, a més de la confluència de l'Hure i la Meurthe, l'antic sistema de carreteres. A la riba dreta, la ruta de Saint-Dié-Marzelay cap a Étival-Clairefontaine, on es va trobar un pont de fusta d'origen celta, aniria cap a la plana de Lorena o cap als colls dels Vosges, per endinsar-se després a la vall del Rin. Una tercera pista aniria cap a la vall d'Hure.

## Història
Al segle XVIII, la caça del llop pel massís dels Vosges aportava grans beneficis, i això empenyia moltes persones a buscar-los, a les valls de Munster o Lièpvre, i a Sainte-Marie-aux-Mines. A Bure, una creu anomenada "del xiquet" suposadament atacada i devorada pels llops s'alçà el 1752-1753 per exorcitzar el lloc, que encara era visitat en aquella època per moltes persones que feien ritus per a una benedicció o qualsevol altre encantament per a xiquets o adults. Com la majoria dels jaciments arqueològics, Bure va servir de pedrera per a la població dels voltants. Després d'aquest període, allò que s'havia confós amb un Viereckenschanzen o petit temple, al final de les darreres excavacions del 1986, troba significat en la Guerra del 1914-1918.
Els estudiosos locals s'interessaren ràpidament per aquest jaciment. Un dels primers fou Édouard Ferry (parent de Jules Ferry) a mitjan segle XIX; després Gaston Save, artista i dissenyador. Les primeres excavacions se'n feren amb la direcció d'Albert Ronsin el 1964; després se'n van reprendre des del 1966 fins al 1986 per Georges Tronquart, director de les excavacions. Després de cada any d'excavació, es publicava un informe amb els darrers descobriments: molts fragments d'esteles funeràries i d'ofrenes, mobles metàl·lics, ceràmics, lítics, de vidre, i fins i tot monedes d'època gal·la o romana.

## Descripció
Aquest jaciment s'eleva a uns 583 metres. L'altiplà fa uns 350 m de llarg per 120 m d'amplada i ocupa una superfície d'una mica més de tres hectàrees, vorejada per penya-segats. L'accés al recinte es fa pels costats nord, sud i est. A l'extrem oriental del jaciment es troba el principal sistema de defenses de l'època gal·la i tardana de la cultura de La Tène, així com de l'època romana, en què s'hi afegeix una séquia.
En altres jaciments del massís dels Vosges, també es troben rastres de l'antiga explotació de gres, com ara rastres cantoners, cares de treball de pedreres de gres esglaonat, osques d'equips d'elevació que es remunten a l'ocupació romana a Saint-Quirin, a Mosel·la, en un indret anomenat La Croix Guillaume.

## Període gal

### Muralla gal·la

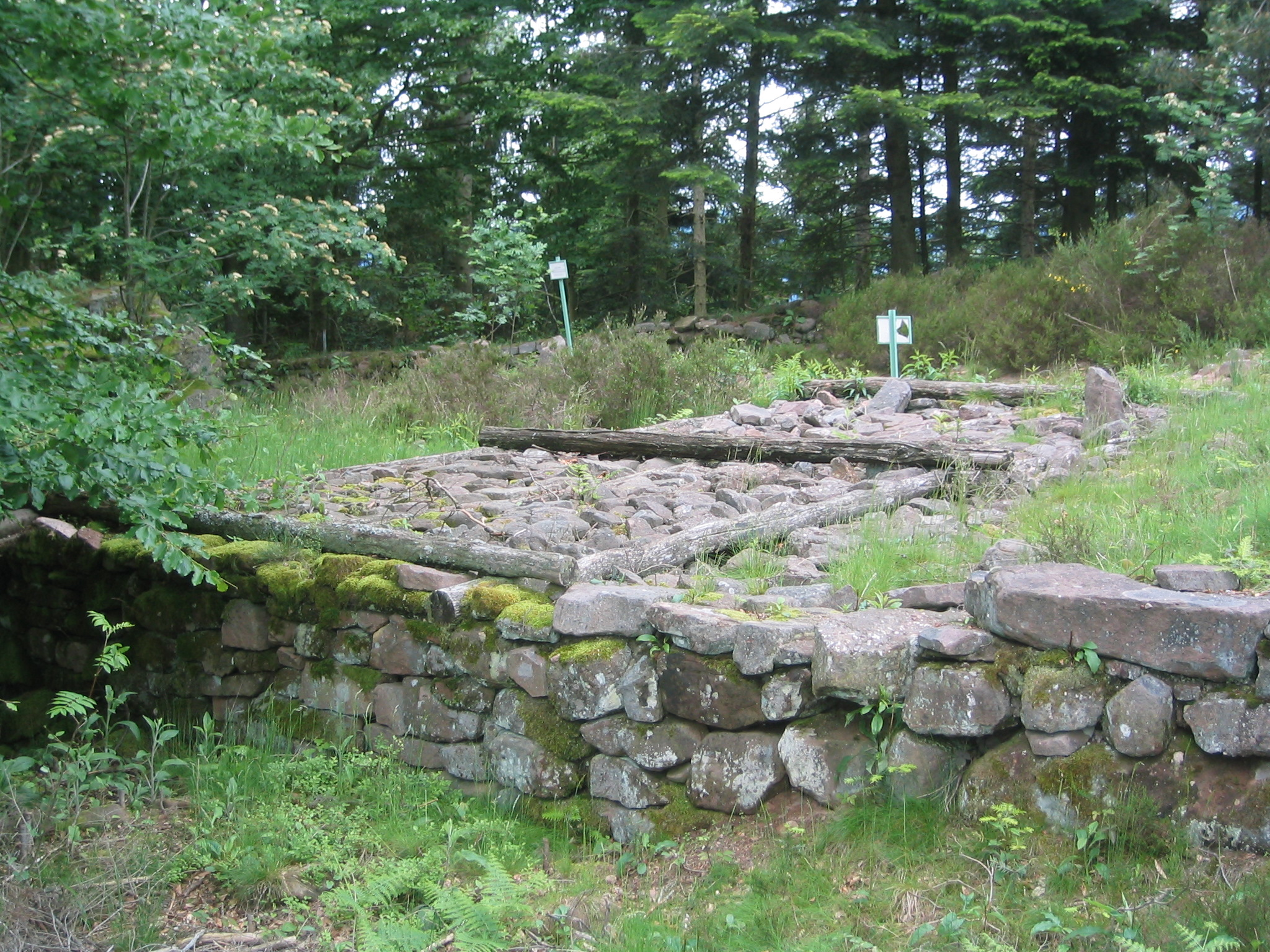
Murus gallicus

El primer estat de la muralla, datat de la segona meitat del segle II abans de la nostra era, correspon a un mur doblegat, descobert l'any 1976, amb una amplària màxima de 7,50 m per una longitud de 38 m per una alçada de 3 m encara conservada a la façana. Aquest mur defensiu, el més antic del solar, el formen dos paraments exteriors fets amb blocs quadrangulars de gres reforçats amb bigues interiors de roure, enllaçades amb clavilles de ferro, 13 de les quals han estat desenterrades. El nucli del mur és de pedres i terra. Aquesta construcció és de tipus Ehrang. El segon estat d'aquesta muralla posterior, datat de la primera meitat del segle I abans de la nostra era, seria del tipus murus gallicus, el tipus de mur més utilitzat en aquesta època i que correspondria a una rampa rectilínia de 45 m de llargada. Es tractaria d'un mur compost per un sol parament exterior fet de blocs de gres, reforçat per bigues interiors, i cobert amb un túmul artificial dins del solar.

### Restes arqueològiques
Des de la fi de la segona edat del ferro, la muralla és un dels rars testimonis d'aquest període gal en aquest jaciment de Bure. Altres vestigis i en particular el mobiliari metàl·lic testimonien una ocupació al final de la independència gal·la, i més precisament en La Tène D1-D2, gràcies al descobriment de la fabricació de fíbules de Nauheim que correspondria a residus de tallers artesans. Per a la ceràmica, alguns atuells daten d'aquesta època, en concret bótes, olles, bols, etc., així com polseres de vidre i fins i tot perles. I un gran lot de 346 monedes gal·les que inclouen denaris de leucs, rems, sèquans, hedus i língons, així com algunes armes com ara caps de javelina, llances o puntes de sageta.

### Deïtats gales
L'estudi de la toponímia permetria plantejar hipòtesis sobre un dels déus que es podia adorar en aquest lloc en els segles II i I abans de la nostra era: el déu gal Baco, o Bago (que vol dir 'faig'). L'altiplà de Bure es troba entre els pobles de Hurbache, al nord, i Robache (Rauro-baccio l'any 664) al sud, els topònims dels quals conservarien un rastre d'aquest antic culte, i serien una mena de balises de camins per als pelegrins que passaven per la zona per pujar a Bure. Aquest jaciment té una altitud mitjana de 580 m, per acostar-lo al cel i déus gals.

## Època romana

### Muralla romana
Les restes de la muralla romana estan formades per 18 grans blocs de gres, de més de 18 m de llargada. Està reforçat per una séquia tallada a la pedra, de 43 m de llarg i de 3 a 5 m d'ample. La terrassa a l'est de la séquia va servir durant un temps de necròpolis als habitants de Bure, així com de pedrera, fet provat per la reutilització de fragments d'esteles funeràries o d'ofrena, a vegades completes, que es troben a la muralla o al farciment de la séquia i datada d'època romana. Una segona estructura defensiva, la terrassa perifèrica, conservada una mica més de 0,60 m, encara és visible en uns 350 m al voltant del perímetre del jaciment, i també és d'època romana. Al segle XIX, certs autors assenyalen aquesta muralla perifèrica en els seus escrits, que llavors tenia més d'1 m d'altura.

### Divinitats romanes
Com escriu Juli Cèsar en les Guerres de les Gàl·lies sobre les creences gal·les, «el déu que més honoren és Mercuri: les seues estàtues són les més nombroses, el consideren l'inventor de totes les arts. Per a ells és el déu que indica la ruta a seguir, qui guia el viatger, qui és més capaç de guanyar diners i protegir el comerç». A l'alta vall de Meurthe i rodalia, molts jaciments arqueològics han proporcionat esteles o fragments quasi complets amb el déu Mercuri. A Bure, un fragment d'estela descobert al segle XIX afirma la presència d'aquest déu, que porta el pètasos, en aquest lloc per a l'època romana. La representació de Mercuri millor conservada i més original prové de Moyenmoutier. L'any 1933 es va trobar un Mercuri dionisòfor als peus de la roca Haute-Pierre en una terrassa del nord-oest. A més d'aquests descobriments, cal destacar-ne d'altres, com a la comuna de La Petite-Fosse a les altures de Spitzemberg més precisament, on es va descobrir un fragment d'una estela que representava Mercuri, o a Saint-Quirin a la Croix Guillaume de Mosel·la, amb fragments de dues esteles a Mercuri. Al bosc de Chevillots, en un lloc anomenat "ruïna dels templers" a Fremifontaine, una estela conservada en part representa Mercuri sostenint el caduceu i acompanyat d'un gall. També hi ha un santuari dedicat a Mercuri a Grandfontaine, al Donon, i es va descobrir a Archettes, al bosc de Tannières, un santuari de fonts dedicat a Mercuri. El culte a aquest déu està lligat a la mitologia, com en la Gàl·lia al Puèi Domat, i en particular amb el seu naixement al Mont Cil·lene, sobre una altura.
Per a l'època romana, si Mercuri és el déu de tota atenció dins dels alts santuaris per a pelegrins, n'hi ha un que no queda pas exclòs a Bure: el déu Júpiter, assimilat a Taranis entre els gals. Al campament celta de Bure es van trobar tres representacions d'un genet conegut com anguipede, de la tradició iconogràfica de les gigantomàquies grecoromanes. En comparança, almenys quatre d'aquestes icones són presents a la Croix Guillaume de Saint-Quirin dividides en dos espais culturals vinculats a una necròpolis. El Santuari de Donon va lliurar almenys dos grups de genets de Júpiter als anguípedes. A Bure, al centre de l'altiplà, el punt més alt del jaciment estaria reservat a les deïtats, i el costat est del lloc, segurament a prop d'una necròpolis. A Bure es van descobrir fragments de més de 23 esteles funeràries, i a vegades amb una inscripció, quatre motles de les quals es mostren en el jaciment.